# Kom alla
Kom alla (finska: Tulkaa kaikki) är en kyrkopolitisk rörelse inom Evangelisk-lutherska kyrkan i Finland. Rörelsen grundades i mars 2005. Under församlingsvalen nominerar Kom alla kandidater som församlingsmedlemmar kan rösta till församlingarnas beslutsfattande organ runt Finland.

## Verksamhet
Rörelsen Kom Alla har som syfte att väcka ärlig diskussion om kyrkans grundläggande uppgift, öka öppenheten i det kyrkliga beslutsfattandet och bygga broar mellan olika grupper. Gruppen arbetar för att få slut på diskrimineringen av kvinnliga präster, för att respektera personer som lever ensamma, i samboförhållanden eller som är skilda, och för att välkomna personer som tillhör sexuella eller könsminoriteter som medlemmar och medarbetare i kyrkan utan förbehåll.